# Mozambik na Mistrzostwach Świata w Lekkoatletyce 2017
Mozambik na Mistrzostwach Świata w Lekkoatletyce 2017 – reprezentacja Mozambiku podczas Mistrzostw Świata w Londynie liczyła 1 zawodnika, który nie zdobył medalu.

## Rezultaty
| Zawodnik              | Konkurencja                | Eliminacje | Eliminacje | Półfinał | Półfinał | Finał    | Finał   |
| Zawodnik              | Konkurencja                | Rezultat   | Pozycja    | Rezultat | Pozycja  | Rezultat | Pozycja |
| --------------------- | -------------------------- | ---------- | ---------- | -------- | -------- | -------- | ------- |
| Creve Armando Machava | Bieg na 400 m przez płotki | 51,71      | 32.        | NQ       | NQ       | NQ       | NQ      |